# Subway to Sally
I Subway to Sally sono una band nata a Potsdam, Germania, nei primi anni novanta.
Sono un gruppo metal con chiare influenze folk e Medieval rock, che più tardi sono state affiancate anche da influenze gothic. Grazie alla loro continua aggiunta di suoni orientali e elementi di musica classica e l'uso di strumenti insoliti per una band metal, come la cornamusa, il violino, il flauto, la ciaramella o la ghironda, si sono guadagnati l'etichetta di band medieval metal.
Hanno pubblicato tredici studio album, due live album e tre DVD. La loro fama è particolarmente concentrata nei paesi a lingua tedesca, al di fuori dai quali hanno suonato pochissime volte.

## Formazione

### Formazione attuale
- Michael "Bodenski" Boden - chitarra, voce, ghironda
- Michael "Simon" Simon - chitarra, voce
- Eric Fish - cornamusa, voce, ciaramella, flauto
- Ingo Hampf - chitarra, flauto, mandolino
- Silke "Frau Schmitt" Volland - violino
- Silvio "Sugar Ray" Runge - basso
- Simon Michael Schmitt - batteria

### Ex componenti
- T.W. - batteria (1992-1996)
- David Pätsch - batteria (1997-2004)

## Discografia
Album in studio
- 1994 - Album 1994
- 1995 - MCMXCV
- 1996 - Foppt den Dämon!
- 1997 - Bannkreis
- 1999 - Hochzeit
- 2001 - Herzblut
- 2003 - Engelskrieger
- 2005 - Nord Nord Ost
- 2007 - Bastard
- 2009 - Kreuzfeuer
- 2011 - Schwarz im Schwarz
- 2014 - Mitgift ("Dowry")
- 2019 - Hey!

Live
- 2000 - Schrei!
- 2003 - Live
- 2006 - Nackt I
- 2008 - Schlachthof
- 2010 - Nackt II

Compilation
- 2001 - Die Rose im Wasser
- 2010 - Kleid aus Rosen

Singoli
- 2003 - Falscher Heiland
- 2003 - Unsterblich
- 2005 - Sieben